# Írország autópályái
Ez a szócikk Írország autópályáit sorolja fel.
2005. január 20. óta Írországban a sebességhatárok metrikus rendszerben vannak meghatározva, a megengedett maximális sebesség 120 km/h. Ellentétben a kontinentális Európával, bal oldali közlekedés van érvényben.

## Az autópályák listája
Az alábbi utak közül több is kétpályás elsőrendű főút, de mivel egyes szakaszai már autópálya minősítést kaptak, így szerepelhet a listában. Autópályává fejlesztésük folyamatos. A még el nem készült szakaszok dőlt betűvel szedve, az útról közvetve elérhető városok idézőjelben szerepelnek.
| Út  | Autópálya-minősítésű szakasz                                                                                            | Elérhető városok                           | Díjköteles-e                                  |
| --- | --- | ------------------------------------------ | --------------------------------------------- |
| M1  | Dublin északi elővárosaitól Dundalk északi oldaláig                                                                     | Dublin – határ (Belfast/Londonderry)       | Igen                                          |
| M2  | Dublin északi elővárosaitól Ashbourne északi oldaláig                                                                   | Dublin – Monaghan – határ (Londonderry)    | Nem                                           |
| M3  | Clonee-tól Kells északi oldaláig (építés alatt)                                                                         | Dublin – Cavan – Ballyshannon              | Nem                                           |
| M4  | Lucan-tól Kinnegad-ig                                                                                                   | Dublin – Sligo                             | Igen                                          |
| M6  | Kinnegad – Athlone (autópályaként 2008. szeptember 24-étől). (építés alatt: Galway-Athlone)                             | (Dublin –) Galway                          | Nem                                           |
| M7  | Naas északkeleti részétől Portlaoise nyugati oldaláig (építés alatt: Portlaoise – Limerick)                             | Dublin – Limerick (/Cork/Tralee/Waterford) | Nem                                           |
| M8  | Rathcormac – Fermoy és Cashel – Mitchelstown (építés alatt: Portlaoise – Cashel és Mitchelstown – Fermoy)               | (Dublin –) Cork                            | Igen (Fermoy szakasz)                         |
| M9  | Newbridge nyugati oldalától Kilcullen déli oldaláig (az M7-esig), illetve Carlow elkerülő út (a továbbiak építés alatt) | (Dublin –) Waterford                       | Nem                                           |
| M11 | Bray / Shankill elkerülő út                                                                                             | Dublin – Wexford                           | Nem                                           |
| M17 | Galway-ból Tuam-ba (tervezési fázisban)                                                                                 | Galway – Sligo                             | Nem                                           |
| M20 | Cork-ból Limerick-be (tervezési fázisban)                                                                               | Cork – Limerick                            | Nem                                           |
| M25 | Waterford elkerülő út (építés alatt)                                                                                    | Cork – Rosslare                            | Nem                                           |
| M50 | A teljes út | Dublin körgyűrű                            | Igen (csak a West-Link és Dublin Port Tunnel) |

## Külső hivatkozások
- National Roads Authority